# Megacodon venosus
Megacodon venosus är en gentianaväxtart som först beskrevs av William Botting Hemsley, och fick sitt nu gällande namn av H. Smith apud S. Nilsson. Megacodon venosus ingår i släktet Megacodon och familjen gentianaväxter. Inga underarter finns listade i Catalogue of Life.